# Marc Laberge
Marc Laberge, né le 27 novembre 1950 à Québec, est photographe, ethnographe, conteur et écrivain québécois. En 1993, il fonde le « Festival interculturel du conte de Montréal », le premier du genre au Québec, devenu en 1999, à la suite d'une large croissance, le Festival interculturel du conte du Québec dont il a assuré la direction jusqu'en 2015.
Titulaire d'un doctorat en Arts et traditions populaires de l'Université Laval ainsi que d'une maîtrise en Études des Arts de l'Université du Québec à Montréal, Marc Laberge est également président-directeur de Vidéanthrop depuis sa fondation en 1975.

## Biographie

### Photographe et ethnographe
Une formation de base en audiovisuel amène Marc Laberge dans le monde de l’archéologie qui l’adopte comme photographe pendant de nombreuses années. Ce premier emploi aura une incidence déterminante sur l’évolution de sa carrière.
En 1975, soit deux ans après l’obtention de son Baccalauréat en histoire de l’art, Marc Laberge fonde sa propre entreprise dans le but de produire des documents audiovisuels dans le domaine de l’anthropologie. Vidéanthrop gère aujourd’hui d’importantes collections documentant l’univers concret des Autochtones.
En 1979, il entreprend une maîtrise en Études des arts. Son mémoire qui a pour titre : « La production du fer et de la fonte aux Forges du Saint-Maurice ou la vidéo, un médium privilégié d’interprétation de la recherche », contribuera à renforcer et à confirmer la vocation de son entreprise.
Dans la foulée, il publie en 1999 Affiquets, matachias et vermillon : ethnographie illustrée des Algonquiens du nord-est de l’Amérique aux XVIe, XVIIe et XVIIIe siècles (Recherches amérindiennes au Québec), illustrée par les dessins de François Girard.

### Photographe de voyage
Parallèlement à ses travaux de recherches sur les Autochtones, Marc Laberge poursuit son métier de photographe dans un autre registre : la photo de voyage. Fasciné par la beauté des paysages sauvages et des phénomènes géologiques, il parcourt le monde pour photographier les plus beaux trésors naturels de la planète. Sensible à la richesse des contacts humains, il va à la rencontre des cultures et des civilisations et souligne par ses images fabuleuses combien l’unicité des peuples se fonde dans la diversité des cultures. « De la Belgique insolite à la Vallée de la Mort, de l’Irlande à vélo aux canyons de l’Arizona, des 10 000 fumées de l’Alaska aux charmes de Bali, Marc Laberge entraîne son auditoire sur la piste de la découverte et de l’aventure. »
Au retour de ces plongées passionnantes dans des ailleurs toujours renouvelés, il retrouve avec plaisir son Québec natal et n’a de cesse de partir en quête de l’originalité et des racines de sa « belle province ». Son Québec en 35 ans de photos témoigne d’un présent teinté d’histoire et tourné vers un avenir balancé entre traditions et modernisme.
Ses routes sont celles que tracent ses pas guidés par son amour de la nature et le hasard des rencontres. Le regard qu’il pose sur le pays et les gens est celui d’un voyageur qui marche hors piste et découvre une réalité quotidienne à cent lieues des clichés touristiques.
En 2004, il remporte le 1er prix du concours Photo Adventura 2004 avec la photographie Le portrait de l'aïeule (Chine, Yunnan). Ce prix (catégorie Aventure humaine) récompense l'excellence des travaux des photographes d'aventure.

### Conférencier
Depuis plus de vingt-cinq ans, Marc Laberge partage sa vision de monde à l’occasion de conférences-photos et d’expositions. À ce jour, il propose quelque soixante dix sujets empruntés à ses photos de voyages allant du Québec jusqu’en Mongolie, en passant par l’Amérique centrale, l’Amérique du Sud, l’Europe, l’Afrique, le Moyen-Orient et l’Extrême-Orient.
Ses expositions sont représentatives de ses multiples périples : « Québec insolite », « Autour du monde », » Le carnaval de Venise », « Sur les chemins du monde », « Pays et gens du monde », « Regards d’un Canadien sur le Liban », « Sourires de Cuba », Ensorceleuse Italie », « Le Mexique des Rois Mages », « Fabuleuse mystérieuse et mythique Islandes »…
Il a également des tournées dans les institutions scolaires dans le cadre des programmes « Les artistes à l'école » et de « La tournée des écrivains dans les écoles ».

### Conteur
Lors de ses conférences photos, l'intensité de ses aventures autour du monde, sa faconde et son contact chaleureux avec les gens ont donné une telle dimension à ses seuls récits qu’un jour, il a traversé l'image pour passer à la seule oralité, rejoignant ainsi le monde des conteurs. Non pas dans le rang des conteurs traditionnels, mais du côté des conteurs qui imaginent des histoires à partir de la réalité, à partir des faits qui ont marqué leur mémoire.
Avec des contes tragiques, des récits de vie ou d'aventures, des récits de forêt et de froid, des contes de sagesse, des histoires inventées en français, en anglais, en italien et en espagnol, il participe régulièrement à plusieurs festivals en Amérique du Nord et du Sud, en Europe et en Afrique. À travers l'atelier « Récits de vie », Marc Laberge initie les personnes intéressées à l’art du conte.
Son œuvre dans le monde du conte lui vaut en 2006 le Prix Jocelyn Bérubé et en 2009, le Prix de l’Acadie-Québec.

### Écrivain
Marc Laberge est également auteur. Entre deux expéditions, entre deux spectacles, il signe un roman, des récits d'aventures et des recueils de contes. Une ethnographie illustrée, des reportages, et des contes, encore des contes... Lauréat de plusieurs prix internationaux, il a reçu le prestigieux prix Saint-Exupéry en 1995 (France), et en 2006, le prix Jean de La Fontaine (France) pour son livre La baleine d’Aubert (Éditions Trois-Pistoles, 2005) et le Prix Jocelyn Bérubé (Québec).
Marc Laberge est l’auteur de nombreux articles dans la revue La Grande Oreille (France), consacrée au conte.

## Œuvres
- Destins : contes québécois, Boucherville, Québec Amérique, 1994, 103 p.  (ISBN 9782890376724)
- Le Glacier : récits d'aventures, Montréal, Québec Amérique, 1995, 138 p.  (ISBN 9782764413364)
- Comme une odeur de soupe et autres contes d'un Québec lointain, Carnières, Éditions Lansman, 1998, 46 p.  (ISBN 9782872822294)
- Affiquets, matachias et vermillon : ethnographie illustrée des Algonquiens du nord-est de l'Amérique aux XVIe, XVII et XVIIIe siècles, Montréal, Recherches amérindiennes au Québec, 1999, 227 p.  (ISBN 9782920366268)
- Saga... Un volcan en Islande, Montréal, Québec Amérique, 2001, 136 p.  (ISBN 9782764401040)
- Ma chasse-galerie : contes, Montréal, Planète rebelle, 2000, 75 p.  (ISBN 9782922528169)
- L'envolée fantastique, Montréal, Planète rebelle, 2005, 35 p.  (ISBN 9782922528534)
- La Baleine Aubert : contes et récits du Québec, Notre-Dame-des-Neiges, Éditions Trois-Pistoles, 2005, 196 p.  (ISBN 9782895831037)
- Autour du monde : récits et photographies, Montréal, Planète rebelle, 2010, 126 p.  (ISBN 9782923735078)[9]

## Prix et honneurs
- 1991 : Premier prix du Festival du conte de Grenoble[10]
- 1995 : Lauréat du Prix Saint-Exupéry francophonie (pour Le Glacier)[11]
- 1995 : Finaliste pour le prix Christie (pour Le Glacier)[11]
- 2004 : Premier prix du concours Photo Adventura (avec la photographie Le portrait de l'aïeule)
- 2006 : Prix Jocelyn Bérubé[12]
- 2006 : Lauréat du Prix Jean de la Fontaine (pour La baleine d’Aubert)[13]
- 2009 : Lauréat du Prix de l'Acadie-Québec[14]